# Роман неплідний
Роман неплідний (Anthemis sterilis) — вид рослин із родини айстрових (Asteraceae).

## Біоморфологічна характеристика
Це багаторічна рослина 10–12 см заввишки. Стебла переважно у кількості 2–5, тонкі. Кошики дрібні, ≈ 1.5 см у діаметрі. Листочки обгортки по краю світло-бурі. Період цвітіння: травень — липень.

## Середовище проживання
Зростає у Криму, Україна.
В Україні зростає на кам'янистих схилах морського узбережжя та по берегах річок — досить рідко в передгір'ях та сх. ч. ПБК; ендемік Криму.